# جائزة كونراد فرديناند ماير
جائزة كونراد فرديناند ماير (بالإنجليزية: Conrad Ferdinand Meyer Prize)‏‏ هي جائزة أدبية. تأسست في 1938. سُميت نسبةً إلى كونراد فرديناند ماير.